# Staple, Nord
 Staple là một xã ở tỉnh Nord ở miền bắc nước Pháp. Xã này có diện tích 9,97 km², dân số năm 1999 là 610 người. Xã nằm ở khu vực có độ cao trung bình 42 mét trên mực nước biển.